# Reiichi Mikata
Reiichi Mikata (三ヶ田 礼一, mikata Reiichi, né le 14 janvier 1967) est un ancien spécialiste japonais du combiné nordique.

## Résultats

### Jeux olympiques d'hiver
| Épreuve / Édition | Albertville 1992 |
| Individuel        | 34e              |
| Par équipes       | Or               |

### Championnats du monde de ski nordique
| Épreuve / Édition | Val di Fiemme 1991 |
| Par équipes       | Bronze             |

### Coupe du monde de combiné nordique
- Meilleur classement final: 14e en 1992.
- Meilleur résultat: 6e.